# Reo Sakata
Reo Sakata –en japonés, 坂田怜央, Sakata Reo– (1 de febrero de 1996) es un deportista japonés que compite en natación. Ganó dos medallas en el Campeonato Pan-Pacífico de Natación, en los años 2014 y 2018, ambas en la prueba de 4 × 200 m libre.

## Palmarés internacional
| Campeonato Pan-Pacífico | Campeonato Pan-Pacífico | Campeonato Pan-Pacífico | Campeonato Pan-Pacífico |
| Año                     | Lugar                   | Medalla                 | Prueba                  |
| ----------------------- | ----------------------- | ----------------------- | ----------------------- |
| 2014                    | Gold Coast (Australia)  | Medalla de plata        | 4 × 200 m libre         |
| 2018                    | Tokio (Japón)           | Medalla de bronce       | 4 × 200 m libre         |